# Nick Perumov
Nick Perumov (ryska: Ник Перумов), fullständigt namn Nikolaj Daniilovitj Perumov (ryska: Николай Даниилович Перумов), född 21 november 1963 i Leningrad i Sovjetunionen, är en rysk författare bosatt i USA. Han skriver fantasy och science fiction.
Han är en av Rysslands största fantasyförfattare och har översatts till ett fåtal andra språk, framförallt öst- och nordeuropeiska. Perumovs serie Svärdens väktare och Mörkrets ring är översatta till svenska och ges ut av förlagen Ersatz och Coltso.

## Biografi

### Bakgrund
Nikolaj Perumov föddes 1963. På mödernet härstammar han från en gammal rysk adelssläkt och på fädernet från en gammal armenisk adelssläkt som kom till Ryssland i början av 1800-talet. Hans far Daniil Alexandrovitj Perumov (död 2012) var doktor i biologi. Nikolaj Perumov studerade vid Leningrads polytekniska universitet och arbetade därefter i 10 år med molekylärbiologi vid Leningrads forskningsinstitut för biopreparat.

### Tidig karriär
Han började skriva i slutet av 1970-talet. På den tiden var han mest intresserad av fantasy och fantastik, och särskilt av Tolkiens böcker som han läste på originalspråket och översatte till ryska. Han deltog i Tolkienrörelsen och var en ofta sedd besökare på Fidonet under pseudonymen Kapten Urtchang, en stridsorch. Perumovs första stora verk blev Mörkrets nedstigning eller 300 år senare (Нисхождение Тьмы или 300 лет спустя), där handlingen utspelar sig i Midgård, Tolkiens värld.
På uppmaning av sina kollegor lät Perumov förlaget Kaukasiens bibliotek ge ut boken 1993. Efter ett halvår utgav förlaget Nordväst en redigerad version av boken med titeln Mörkrets ring (Кольцо Тьмы). Den gjorde ett stort intryck på fantasymarknaden och framkallade både positiva och kritiska reaktioner. Beundrarna anser att Mörkrets ring utgör grunden för rysk fantasy medan kritikerna fördömer användandet av Tolkiens värld och diskussionen utifrån dess moraliska tendenser. 1994 utsattes författaren för ett misslyckat överfall av huliganer, vilket förknippades med meningsskiljaktigheterna kring böckerna. Som en fortsättning på Mörkrets ring skrev Perumov Adamanten av Henna (Адамант Хенны), som rönte mindre framgång. Han har sagt att han vill skriva om den och skriva en fortsättning under arbetsnamnet Vattenfallet (Водопад) (Valinoras himmel Небо Валинора). 

### Senare produktioner, emigration
Perumov har därefter inte skrivit mer om Midgård utan endast publicerat böcker om sina egna världar som utgår från Ordningen (Упорядоченное) – ett system av ömsesidigt förbundna världar, vilka först omnämns i romanen Gudarnas undergång (Гибель Богов). I Ordningen ingår världarna Hjorward (Хьёрвард), Evial (Эвиал), Melin (Мельин) med flera. Det största verket om Ordningen blev den omfattande serien Svärdens väktare (Хранитель мечей) om magikern och spionen Fess, som färdas mellan världarna och blir indragen i de universella krafternas konfrontation. I romanerna om Ordningen följer författaren en världsåskådning, som står nära den nietzscheanska, ofta med allegorisk religionskritik.
Senare har Perumov även skrivit böcker i andra genrer, såsom science fiction (Dödskalle på ärmen Череп на рукаве, Dödskalle i skyn Череп в небесах), steampunk (Ingen tid för drakar' Не время для драконов, i samarbete med Sergej Lukjanenko) och alternativhistoria (Mlava krasnaja Млава красная, i samarbete med Vera Kamsja).
Efter finanskrisen i Ryssland flyttade Perumov 1998 till USA, först till Dallas; numera bor han med sin fru och deras tre söner i North Carolina. Efter att ha ägnat sig åt skrivande och forskning (inom biofysik och mikrobiologi) parallellt är han numera ledig från sin forskartjänst och ägnar sig helt åt att skriva sina böcker och åt familjen.

### Utgivning
Nick Perumov har hittills skrivit mer än 30 böcker med en sammanlagd upplaga på över 8 miljoner exemplar, vilket är rekord inom fantasygenren i Ryssland. Några av dem är översatta till polska, tjeckiska, bulgariska, slovakiska, estniska, tyska och svenska. De som har översatts mest är Gudarnas undergång, Mörkrets ring och Svärdens väktare. Den första utgåvan på engelska gavs ut 2007 och det var Godsdoom: The Book of Hagen (Гибель Богов, dvs Gudarnas undergång).
I september 2013 prövade Nick Perumov för första gången att ge ut en bok själv genom insamling från läsarna, så kallad crowdfunding. Som prov valdes novellen Plogen och fåran (Лемех и Борозда) på sajten boomstarter.ru. Detta banbrytande utgivningsprojekt samlade redan under de tre första dagarna in mer än 70 procent av den summa som behövdes.

## Författarskap
De flesta av Perumovs böcker har inte översatts till svenska. De svenska titlarna nedan – förutom Mörkrets ring och Svärdens väktare – är i dessa fall inofficiella översättningar.

### Mörkrets ring
(Кольцо Тьмы Koltso tmy)
Perumov började skriva i slutet av 1970-talet, och efter att ha läst J.R.R. Tolkiens Sagan om ringen på engelska gjorde han en egen översättning till ryska, som sedan vandrade runt, först bland vänner, sedan bland vänners vänner och till slut kunde de hamna var som helst. Det var på det viset intressant litteratur spreds på den tiden. Han skrev första delen av Mörkrets ring (Кольцо Тьмы), Alvklingan, som publicerades 1993 och utspelar sig i Tolkiens Midgård, 300 år efter händelserna i Härskarringen. Berättelsen utgår från följande premiss: Tänk om de nio ringvålnadernas ringar inte förstördes i Domedagsbergets eld, utan klarade sig? Och tänk om någon samlade ihop dem?
1. Alvklingan (Эльфийский Клинок Elfijskij klinok, 1993), ISBN 978-91-86437-17-6, utkom november 2010
2. Svarta lansen (Черное Копье Tjornoje kopje 1993), utkom juni 2014
3. Adamanten av Henna (Адамант Хенны Adamant Chenny, 1995), ännu ej översatt till svenska[4]

### Ordningen (Perumovs värld)
(Упорядоченное Uporjadotjnoje)
Perumov har skrivit ett antal böcker som utspelar sig i samma, egenpåhittade, Multiversum av sammanbundna världar, kallat Ordningen. Världarna Melin och Evial, i vilka Svärdens Väktare till stor del utspelar sig, är en del av Ordningen. Nedanstående böcker utspelas i Ordningen:

### Hjorwardkrönikorna
(Хроники Хьерварда Chroniki Chervarda)
Hjorwardkrönikorna började som en serie av tre fristående romaner som handlar om magikerna Hedins and Rakots revolt mot de unga gudarna.
Nu kommer den länge utlovade fortsättningen på Gudarnas undergång och utspelar sig efter Nekromantikerns krig, se Svärdens väktare
- Гибель Богов (Gibel bogov Gudarnas undergång, 1995)
- Воин Великой Тьмы (Voin velikoj tmy Det stora mörkrets krigare, 1995)
- Земля Без Радости (Zemlja bez radosti Landet utan glädje, 1995)
- Тысяча лет Хрофта. Книга 1. Боргильдова битва (Tysjatja let Chrofta. Kniga 1. Borgildova bitva (Odens tusen år 1: Borghildslaget, maj 2013)
- Тысяча лет Хрофта. Книга 2. Молодой маг Хедин. (Tysjatja let Chrofta. Kniga 2. Molodoj mag Chedin Odens tusen år 2: Den unge magikern Hedin, augusti 2013)
- Гибель Богов 2 Книга 1: Память пламени (Gibel bogov 2 Kniga 1: Pamjat plameni Gudarnas undergång 2 Bok 1: Flammans minne, augusti 2012)
- Гибель Богов 2 Книга 2: Удерживая небо (Gibel bogov 2 Kniga 2: Uderzjivaja nebo Gudarnas undergång 2 Bok 2: Bevara himlen, september 2012)
- Гибель Богов 2 Книга 3: Пепел Асгарда (Gibel bogov 2 Kniga 3: Pepel Asgarda Gudarnas undergång 2 Bok 3: Asgårds aska, september 2014)
- Гибель Богов 2 Книга 4: Асгард Возрождённый (Gibel bogov 2 Kniga 4: Asgard Vozrozjdennyj Gudarnas undergång 2 Bok 4: Asgårds pånyttfödelse, april 2015)
- Гибель Богов 2 Книга 5: Хедин — враг мой. Том 1. Кто не с нами... (Gibel bogov 2 Kniga 5: Chedin - vrag moj Tom 1. Kto ne s nami Gudarnas undergång 2 Bok 5: Hedin - min fiende. del 1: Den som inte är med oss... november 2015 ISBN 978-5-699-85020-4)
- Гибель Богов 2 Книга 5: Хедин — враг мой. Том 2. ...Тот против нас! (Gibel bogov 2 Kniga 5: Chedin - vrag moj Tom 2. ...Tot protiv nas! Gudarnas undergång 2 Bok 5: Hedin - min fiende. del 2: ...är emot oss! 2016 ISBN 978-5-699-85773-9
- Гибель Богов 2 Книга 6: Прошедшая вечность (Gibel bogov 2 Kniga 6: Prosjedsjaja vetjnost Gudarnas undergång 2 Bok 6: Förgången evighet 2018)
- Гибель Богов 2 Книга 7: Орёл и Дракон (Gibel bogov 2 Kniga 7: Orjel i drakon Gudarnas undergång 2 Bok 7: Örnen och draken 2018)
- Гибель Богов 2. Книга 8: Душа Бога. Том 1 (Gibel Bogov 2 Kniga 8: Dusja Boga. Tom 1 Gudarnas undergång 2 Bok 8: Gudens själ, del 1, 2020)
- Гибель Богов 2. Книга 9: Душа Бога. Том 2 (Gibel Bogov 2 Kniga 9: Dusja Boga. Tom 2 Gudarnas undergång 2 Bok 9: Gudens själ, del 2, 2022)

#### Svärdens väktare eller Rämnans krönikor
(Хранитель Мечей или Летописи Разлома Chranitel metjej ili Letopisi Razloma)
Svärdens väktare är en serie i tolv delar som handlar om nekromantikern Fess och de magiska diamant- och träsvärden.

### Den förtrollade skogen
(Зачарованный Лес Zatjarovannyj les)
Perumov har skrivit två noveller som anknyter till händelserna i Svärdens väktare:
Зачарованный Лес (Zatjarovannyj les Den förtrollade skogen):   
- Вернуть Посох 1999 (Vernut posoch Återlämna [eller Återta] staven)
- Эльфийская Стража, или Лемех и Борозда (Elfijskaja strazja ili Lemech i Borozda Alvgardet, eller plog och fåra) - utkom genom fundraising 25 mars 2014 (på ryska)

### Ett annat universum: Rajlegs sju vilddjur
Семь зверей Райлега (’’Sem zverjej Rajlega’’ Rajlegs sju vilddjur)
En fantasyserie som utspelar sig i ett helt annat universum än Ordningen, och där världarna påminner lite om sidorna i en bok som är stor, mycket tjock och praktiskt taget utan slut.
- Тёрн (Tern Tagg, 2007)
- Алиедора (Alijedora Aliedora, 2009)
- Имя Зверя: Взглянуть в бездну (Imja zverja: Vzgljanut v bezdnu Odjurets namn: Att skåda ner i avgrunden, 2011)
- Имя Зверя:Исход Дракона (Imja zverja: Ischod drakona Odjurets namn: Drakens sorti, 2011)

### Trilogin om Molly Blackwaters äventyr
Трилогия о Молли Блэкуотер (’’Trilogija o Molli Blekuoter’’ Trilogi om Molly Blackwater)
En steampunkserie som utspelar sig i ett imperium som i sin jakt på naturrikedomar driver bort de barbariska Rooskies i norr. I imperiet står ångan för det goda och magin för det onda, och därför oskadliggörs alla magiker. 
I den världen, precis som i Nick Perumovs övriga världar, finns vare sig någon ljus eller mörk sida och inte heller någon evig sanning, utan enbart det egna samvetet, det egna valet och ansvaret för det.
- Молли Блэкуотер. За краем мира. (Molli Blekuoter. Za krajem mira Molly Blackwater. Vid världens ände). ISBN 978-5-699-86948-0, februari 2016 (på ryska)
- Сталь, пар и магия. (Stal, par i magija Stål, ånga och magi). ISBN 978-5-699-90462-4, augusti 2016 (på ryska)
- Остров крови (Ostrov krovi Den blodiga ön) ISBN 978-5-699-94440-8, mars 2017 (på ryska)

### Science fiction
Utöver böckerna om Ordningen har Perumov gett ut flera science fiction-serier.

### Imperiet framför allt
(Империя Превыше Всего Imperija prevysje vsego)
Imperiet framför allt utgörs av två science fiction-titlar som utspelar sig i en avlägsen framtid då "den germanska nationen" styr galaxen. Boken kretsar kring Ruslan Fateevs kamp för att hans hemplanet Nya Crimea, den sista rysktalande delen av imperiet, ska få självständighet.
1. Череп на Рукаве (Tjerep na rukave Dödskalle på ärmen, 2002)
2. Череп в Небесах (Tjerep v nebesach Dödskalle i skyn, 2004)

### Technomagia
(Техномагия Technomagija)
1. Разрешенное Волшебство (Razresjennoje volsjebstvo Laglig Trollkonst)
2. Враг Неведом (Vrag nevedom Okänd fiende)

#### Medförfattare till
- Чёрная Кровь (Tjornaja krov Svart blod, 1996) med Svetoslav Loginov
- Не Время Для Драконов (Ne vremja dlja drakonov Ingen tid för drakar, 1997) med Sergej Lukjanenko.
- Армагеддон (Armageddon Armageddon, 2000, publicerad som 'Lords of Terror' i USA) med Allan Cole.
- Посредник (Posrednik Medlaren, 1996) med Polina Kaminskaja.
- Один на один (Odin na odin En och en, 1997) med Polina Kaminskaja.
- Млава Красная (Mlava Krasnaja Mlava Krasnaja, 2011) med Vera Kamsja.

### Böcker utgivna på svenska
- Svärdens väktare, fantasyserie i 12 delar, första boken i serien utkom i september 2006 och den sista i november 2016.
- Mörkrets ring, fantasyserie i 3 delar, första boken utkom i november 2010.

## Priser och utmärkelser

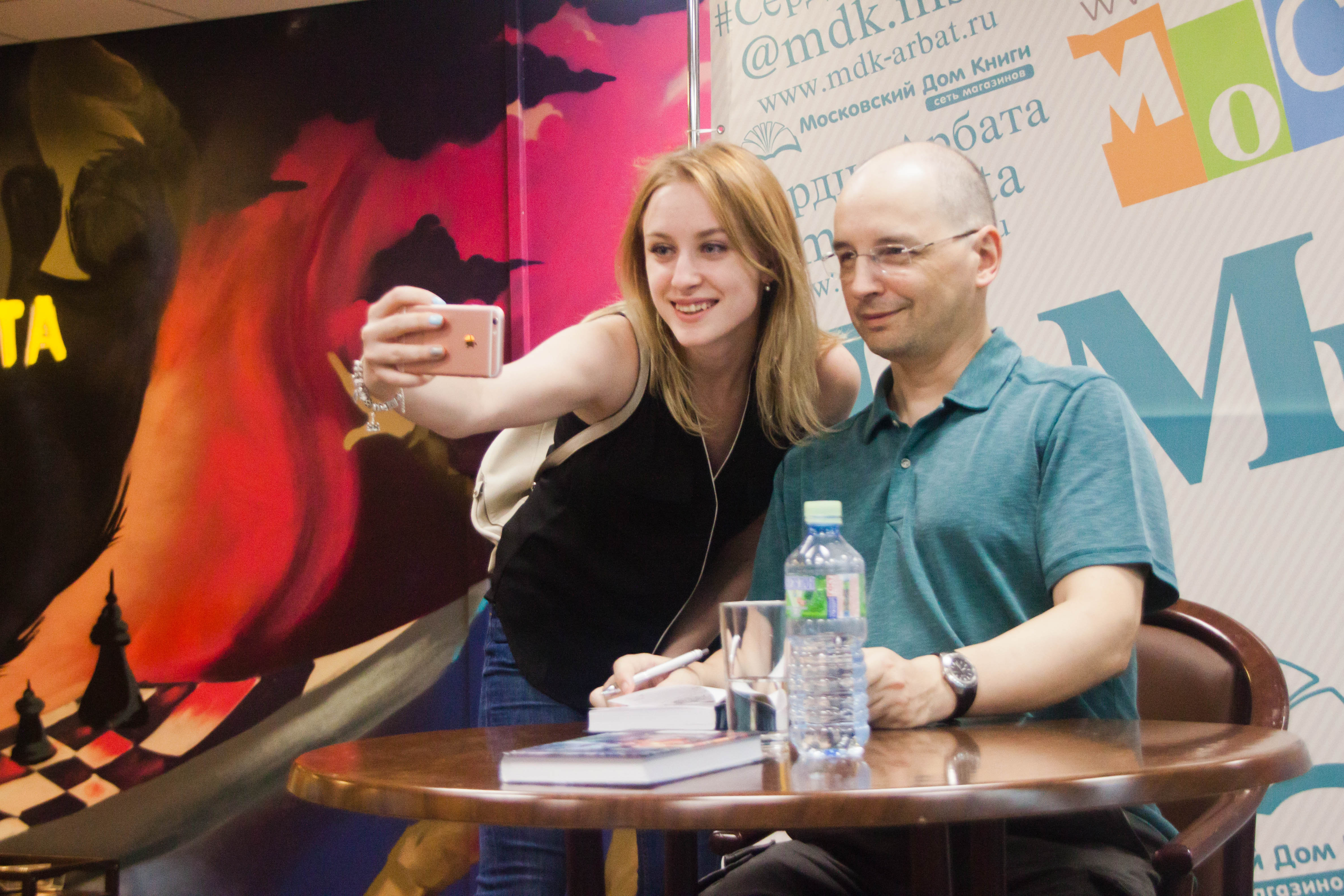
Nick Perumov träffar sina läsare, 2017

- 1999, på Stranniks[6][d] fjärde kongress i Sankt Petersburg, fick Diamantsvärdet och Träsvärdet pris i nomineringen till ’Svärdet”.
- 2004, på Roscons[7]fjärde konvent Roscon-2004, fick Perumov utmärkelsen Årets fantasyförfattare.
- 2004, på Eurocons konvent i Bulgarien, utnämndes Perumov till Europas bäste fantasyförfattare.
- 2004 gav tidskriften Мир фантастики[8] (Fantasyvärlden) Perumov ytterligare fem priser i nomineringarna till Bästa inhemska Science Fiction-berättelse (Череп в Небесах Dödskalle i skyn), Årets vapen (biomorfer ur Череп в Небесах Dödskalle i skyn); i nomineringarna till Fantasyvärldens pris i kategorin Bästa fortsättningen på en inhemsk serie (Череп в Небесах Dödskalle i skyn), i Bästa inhemska fantasyberättelse  (Война мага: Миттельшпиль Nekromantikerns krig 2: Mittelspiel) och Årets bok (Череп в Небесах Dödskalle i skyn).
- 2005, på Stranniks tionde kongress, fick Perumov Strannik-priset för sin serie Летописи Хьёрварда Hjorwardkrönikorna och deras stora inverkan på utformningen och utvecklingen av ryska fantasy.
- 2006 mottog Peurmov tidskriften Fantasyvärldens pris i kategorierna Årets bok (Война мага: Конец Игры Nekromantikerns krig: Slut på spelet), Bästa fortsättningen på en inhemsk serie (Война мага: Конец Игры Nekromantikerns krig: Slut på spelet) och (Война мага: Эндшпиль Nekromantikerns krig: Endspiel), Årets hjälte (Fess i böckerna Война мага: Конец Игры, i två delar Nekromantikerns krig: Slut på spelet 1 och 2); även priser i nomineringarna till tidskriften Fantasyvärldens pris i kategorin Bästa inhemska fantasyberättelse (Война мага: Конец Игры Nekromantikerns krig: Slut på spelet, Война мага: Эндшпиль Nekromantikerns krig: Endspiel), Årets monster (harpyjan Gelerra i Война мага: Эндшпиль Nekromantikerns krig: Endspiel).
- 2007, på konventet Moscon-2006,[9] fick Perumov priset Silverpilen för boken Война мага: Конец игры Nekromantikerns krig: Slut på spelet i kategori Bästa bok.
- 2007, på 'Roscons sjunde konvent Roscon-2007, fick Perumov utmärkelsen Årets fantasyförfattare.
- 2009 erhöll Perumov tidskriften Fantasyvärldens pris för Bästa fortsättningen på en inhemsk serie (Алиедора Aliedora).
- 2010 fick Perumov Moskvas fantasyfestivals pris Silverpilen i kategorierna Bästa kvinnliga gestaltning (Алиедора Aliedora) och Bästa fantasyvärld (Алиедора Aliedora).
- 2011 belönades Perumov av tidskriften Fantasyvärlden för romanen (Млава Красная Mlava Krasnaja), som han skrivit tillsammans med Vera Kamsja.
- 2014, på Roscon-2014, fick Perumov utmärkelsen Serebrjanyj Roskon (Серебряный Роскон) för berättelsen Ottsova zabota (Отцова забота).[10] (tillsammans med Darja Zarubina (på ryska: Дарья Зарубина)
- 2017, på Roscon-2017, fick Perumov utmärkelsen Serebrjanyj Roskon (Серебряный Роскон) för romanen Vernoje slovo (Верное слово).[11]